# هب 71
هب 71 (بالإنجليزية: Hub71)‏ هي منظومة تكنولوجية مقرها أبو ظبي، الإمارات العربية المتحدة. أطلقتها الحكومة الإماراتية عام 2019 كجزء من مبادرة "غدًا 21"، وتقع في المركز المالي لسوق أبو ظبي العالمي في جزيرة الماريه.

## التأسيس
هب 71 أُسست عام 2019، وهي منظومة تكنولوجيا تقع في سوق أبوظبي العالمي، وهي جزء من برنامج أبوظبي للمسرعات التنموية "غداً 21"، وهو استثمار بقيمة 50 مليار درهم إماراتي يُركز على النمو الاقتصادي. تدعم شركة مبادلة للاستثمار  منظومة هب 71، وقد سميت هذه المبادرة بهذا الاسم نسبة إلى تاريخ تأسيس دولة الإمارات العربية المتحدة عام 1971.، ويشغل أحمد جاسم الزعابي منصب رئيس مجلس إدارة منظومة هب 71.

## الأهداف
أنشأت منصة هب 71  في المقام الأول كمركز مجتمعي لرواد الأعمال والمستثمرين وأخصائي تمكين الأعمال  لدعم الشركات الناشئة في جميع أنحاء العالم وتطوير نظام تكنولوجي عالمي في أبوظبي. في عام 2022، أعلنت منصة هب 71 عن اختيار 16 شركة ناشئة ضمن أحدث مجموعاتها. وتمثل هذه الشركات الناشئة المُختارة من بين أكثر من 170 متقدمًا، تسع دول وقطاعات مختلفة بما في ذلك التكنولوجيا المالية والتكنولوجيا الصحية والتكنولوجيا النظيفة. يقدم البرنامج حوافز غير قائمة على المشاركة في الأسهم وإمكانية الوصول إلى شبكة مستثمري وشركاء المنصة.
يقدم برنامج بناء الشركات من هب 71 الدعم المالي والعملي للشركات الناشئة. قد يتضمن اختيار برنامج بناء الشركات في هب 71 على حصة ملكية للمنصة. يوفر البرنامج باقات دعم شاملة للشركات الناشئة المشاركة، مما يعزز نموها. بالإضافة إلى ذلك، يُمكن للشركات الناشئة الحصول على تمويل منفصل من شركات رأس المال الاستثماري الشريكة مع هب 71. منذ يونيو 2023، بلغ مجموع الشركات الناشئة في منصة التكنولوجيا 260 شركة.